# Bryan Cranston
Pour les articles homonymes, voir Cranston (homonymie).
Bryan Cranston (/ˈbɹaɪən ˈkɹænstən/) est un acteur, scénariste, réalisateur et producteur américain, né le 7 mars 1956 à Los Angeles (Californie).
Il est notamment connu pour avoir interprété le rôle de Hal dans la série télévisée Malcolm ainsi que Walter « Walt » White dans Breaking Bad (personnage qu'il reprend dans El Camino et Better Call Saul). L'interprétation de ce dernier lui a notamment permis de recevoir quatre Emmy Awards du meilleur acteur dans une série télévisée dramatique et le Golden Globe du meilleur acteur dans la même catégorie en 2014.
Par la suite, il s'impose comme tête d'affiche de plusieurs longs métrages : les thrillers Quand tombe la nuit (2013), Infiltrator (2016) ; les biopics Dalton Trumbo (2015) et All the Way (2016), réalisés par Jay Roach et Wakefield (2016).
Parallèlement, il tient aussi des seconds rôles dans des projets tels que les blockbusters Total Recall : Mémoires programmées et Argo (2012), Godzilla (2014) et Power Rangers (2017), ainsi que les comédies Get a Job (en) (2016) et The Boyfriend : Pourquoi lui ? (2016).
Il a également prêté sa voix dans quelques films d'animation tels que : Madagascar 3 (2012), Kung Fu Panda 3 (2016), L'Île aux chiens (2018) et Kung Fu Panda 4 (2024).

## Biographie

### Jeunesse
Bryan Lee Cranston est né dans la vallée de San Fernando, en Californie. Il est le fils de l'actrice Peggy Sell et de l'acteur Joseph Louis Cranston. Il a grandi à Los Angeles et est diplômé du Canoga Park High School. Il a étudié la criminologie à l'université.

### Carrière

#### Révélation télévisuelle et reconnaissance tardive

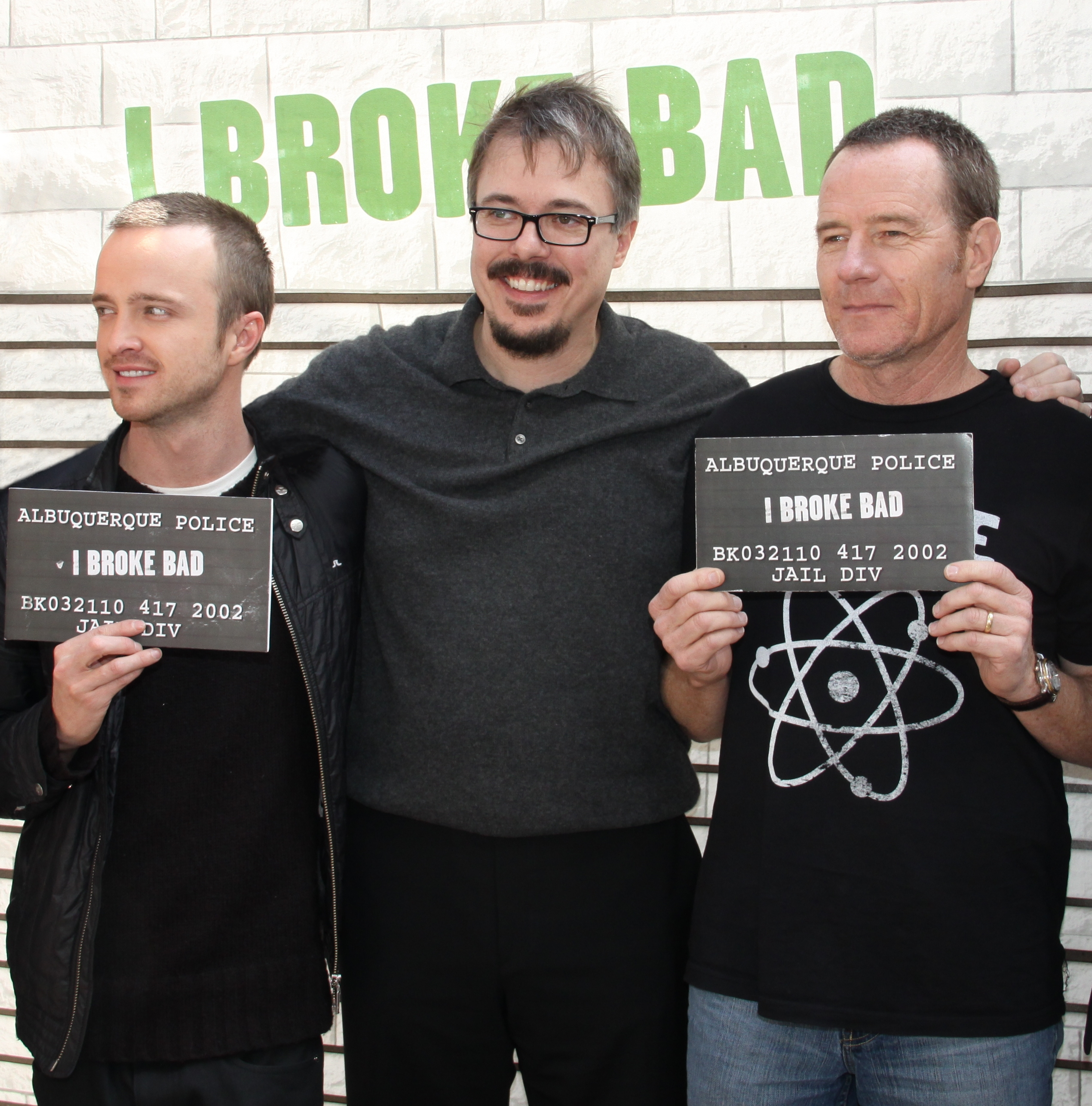
Bryan Cranston aux côtés d'Aaron Paul et du créateur de la série Breaking Bad, Vince Gilligan.

Il fait ses premières apparitions, durant les années 1980, dans des séries télévisées américaines comme Supercopter ou Alerte à Malibu ; il apparait également dans plusieurs publicités durant cette période. Puis, entre 1994 et 1997, il joue dans les sitcoms Un gars du Queens et Seinfeld.
En 1998, il fait une apparition dans un épisode de X-Files : Aux frontières du réel (saison 6 épisode 2 : Poursuite), écrit par Vince Gilligan. Il prête ses traits au personnage de Patrick Garland Crump. La même année, il tourne son premier film en tant que réalisateur, Last Chance, qu'il a aussi scénarisé. Ce film connaît une exploitation discrète l'année suivante, alors que l'acteur continue à courir les castings, sa carrière ayant toujours du mal à réellement décoller.
En 2000, il est choisi pour incarner Hal, le père de famille presque aussi irresponsable que ses enfants, dans une nouvelle série comique, Malcolm. Le succès critique et commercial est alors au rendez-vous, dépassant les frontières des États-Unis et faisant enfin connaître Bryan Cranston, alors qu'il est âgé de 44 ans, auprès d'un large public et d'une audience désormais internationale ; et lui vaut trois nominations aux Emmy Awards dans la catégorie « meilleur acteur dans une comédie ». Le programme connaît aux États-Unis de très bonnes audiences durant quatre saisons, avant de baisser progressivement, jusqu'en 2006, année d'arrêt du programme au bout de 7 saisons et 151 épisodes. L'acteur reste fidèle à la série et réalise même plusieurs épisodes. À sa conclusion, il rebondit aussitôt vers un rôle d'invité dans la sitcom à succès How I Met Your Mother : celui de Hammond Druthers, un architecte sadique, d'abord patron de Ted qui ensuite devient son employé, avant d'être renvoyé par ce dernier.
Sa carrière s'apprête alors à connaître un virage artistique et médiatique insoupçonné. En 2008, il retrouve Vince Gilligan quand il est choisi pour interpréter Walter « Walt » White, le personnage central et complexe de la série dramatique Breaking Bad. Le programme connaît des débuts discrets, mais sa qualité et la performance de l'acteur, permettent une exposition médiatique croissante. Quand la série se conclut en 2013, au bout de cinq saisons, l'acteur est devenu une star, multi-récompensée : entre autres, il remporte ainsi l'Emmy Award du meilleur acteur dans une série dramatique trois années consécutives : en 2008, 2009 et 2010, puis en 2014, l'Emmy Award du meilleur acteur dans une série télévisée dramatique. Il produit aussi la série et réalise les premiers épisodes de la deuxième et troisième saison. À l'âge de 57 ans, le succès lui ouvre les portes du cinéma.

#### Confirmation critique et commerciale au cinéma

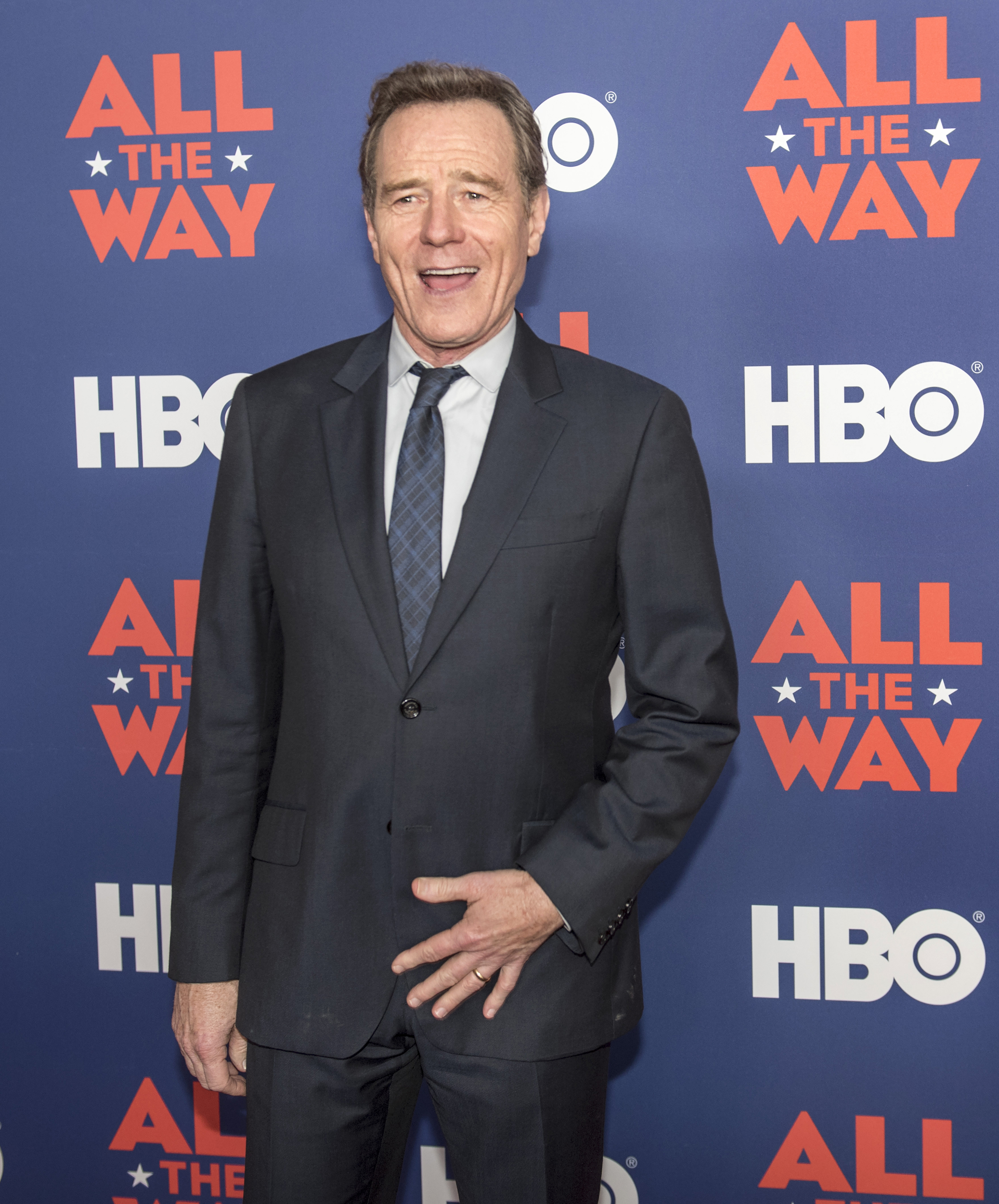
Bryan Cranston fin 2016, pour la première de All the Way.

Après avoir tenu un second rôle dans le remarqué thriller urbain Drive de Nicolas Winding Refn, et avoir prêté sa voix au lieutenant James Gordon dans le film d'animation Batman: Year One, il multiplie les rôles entre 2012 et 2013, la fin de Breaking Bad approchant,. Il est ainsi choisi par les studios pour deux projets : d'abord pour incarner l'antagoniste Vilos Cohaagen dans le blockbuster de science-fiction Total Recall : Mémoires programmées, remake du classique de Paul Verhoeven, Total Recall, où le rôle était joué par Ronny Cox. Puis il interprète le rôle principal de Jack O'Donnell dans le thriller historique oscarisé Argo de et avec Ben Affleck. Il est enfin la tête d'affiche d'un thriller indépendant, Quand tombe la nuit, face à la jeune actrice anglaise, Alice Eve.
En octobre 2012, il négocie pour intégrer un autre blockbuster : World War Z de Marc Forster, mais aucun accord ne sera trouvé. C'est finalement dans Godzilla, qu'il évolue, aux côtés d'Aaron Taylor-Johnson et Juliette Binoche.
Il défend ensuite des projets où il est la tête d'affiche : en 2015 sort le biopic Dalton Trumbo, réalisé par Jay Roach. Son incarnation du scénariste Dalton Trumbo lui vaut une nomination à l'Oscar du meilleur acteur.
En 2016, il incarne un autre personnage charismatique et trouble pour le thriller d'action Infiltrator, réalisé par Brad Furman et qu'il coproduit. À la fin de cette année, il joue dans la comédie The Boyfriend : Pourquoi lui ?, où il joue un beau-père « conservateur », face à un gendre potentiel parasite incarné par James Franco. Dans la foulée, ce dernier lui confie un rôle dans son prochain film en tant que réalisateur, le drame historique The Disaster Artist. Cependant, Bryan Cranston ne fait qu'un caméo, en raison d'un conflit d'emploi du temps.
Il revient ensuite à la télévision et produit Sneaky Pete, série dramatique pour la plateforme Amazon, prévue pour début 2017. Il est aussi la tête d'affiche d'un téléfilm pour la chaîne HBO, All the Way, sorti en mai de cette même année. Pour ce projet, qui marque sa seconde collaboration avec le réalisateur Jay Roach, il incarne le président des États-Unis Lyndon B. Johnson. Enfin, il est à la production d'une nouvelle série d'anthologie s'inspirant de l'œuvre de Philip K. Dick, Philip K. Dick's Electric Dreams.
En 2017, il partage l'affiche du drame La Dernière Tournée avec Steve Carell et Laurence Fishburne, sous la direction de Richard Linklater. Puis durant l'été, il prête ses traits à Zordon dans le blockbuster Power Rangers, mis en images par Dean Israelite.
À la fin de l'année, il partage l'affiche de la comédie dramatique The Upside avec Kevin Hart, le long métrage, remake du film à succès français Intouchables d'Olivier Nakache et Éric Toledano, inspiré de la vie de Philippe Pozzo di Borgo. Il est présenté au Festival international du film de Toronto 2017, mais ne sort dans les salles qu'en 2019 en raison de l'Affaire Harvey Weinstein, sa société The Weinstein Company produisant le film. Cependant, il est un succès, obtient des critiques positives, saluant sa prestation, ainsi que celle de Kevin Hart, tout en récoltant plus de 122 millions de dollars de recettes.
En 2018, il prête sa voix au chien dans le film d'animation en volume L'Île aux chiens de Wes Anderson. Le film ouvre la Berlinale 2018 et Wes Anderson y remporte l'Ours d'argent du meilleur réalisateur.
En 2019, il accepte de jouer le rôle d'un juge dans la mini-série Your Honor qui se poursuit après une première saison de 10 épisodes. Il reprend également le rôle de Walter White dans le film El Camino diffusé sur la plateforme Netflix.
En 2022, après des années de rumeurs, il interprète à nouveau le personnage de Walter White dans les onzième et treizième épisodes de la sixième saison de la série dérivée Better Call Saul (épisodes concluant ce spin-off),.

### Vie privée
Bryan Cranston a été marié de 1977 à 1982 à l'actrice Mickey Middleton.
En 1984, il s'est marié avec l'actrice Robin Dearden (en), qu'il a rencontrée sur le tournage de la série Supercopter. Ils ont une fille, Taylor Dearden Cranston, née le 12 février 1993 et également actrice.

## Filmographie

### Cinéma

#### Longs métrages
- 1987 : Cheeseburger film sandwich (Amazon Women on the Moon) de Joe Dante : un ambulancier (segment de Roast Your Loved One)
- 1988 : The Big Turnaround (it) de Joe Cranston : un joueur de baseball
- 1990 : Corporate Affairs de Terence H. Winkless : Darren
- 1991 : Dead Space (en) de Fred Gallo : Dr Frank Darden
- 1994 : Érotique de Lizzie Borden : Dr Robert Stern (segment de Let's Talk About Love)
- 1994 : Trou de mémoire (Clean State) de Mick Jackson : employé du club
- 1996 : That Thing You Do! de Tom Hanks : Virgil « Gus » Grissom
- 1996 : Street Corner Justice de Charles Bail (en) : père Brophy
- 1997 : Haute Tension (en) (Strategic Command) de Rick Jacobson (en) : Phil Hertzberg
- 1997 : Time Under Fire (de) de Scott P. Levy : Braddock
- 1998 : Il faut sauver le soldat Ryan (Saving Private Ryan) de Steven Spielberg : colonel Bryce du département de la guerre
- 1999 : Last Chance de lui-même : Lance
- 2000 : The Big Thing d'Alexs Horvat : Robert Montalban
- 2000 : Terror Tract (Cherry Falls) de Lance W. Dreesen et Clint Hutchison : Don Gatley (segment de Bobo)
- 2004 : Seeing Other People de Wallace Wolodarsky : Peter
- 2004 : Illusion de Michael A. Goorjian : David
- 2005 : Magnificent Desolation: Walking on the Moon 3D de Mark Cowen : Buzz Aldrin (voix uniquement)
- 2006 : Little Miss Sunshine de Jonathan Dayton et Valerie Faris : Stan Grossman
- 2006 : Intellectual Property de Nicholas Peterson (en) : l'invité de radio
- 2007 : Hard Four de Charles Dennis : Bryce Baxter
- 2010 : Love Ranch de Taylor Hackford : James Pettis
- 2011 : La Défense Lincoln (The Lincoln Lawyer) de Brad Furman : l'inspecteur Lankford
- 2011 : Detachment de Tony Kaye : M. Dearden
- 2011 : Drive de Nicolas Winding Refn : Shannon
- 2011 : Leave de Robert Celestino : Elliot
- 2011 : Il n'est jamais trop tard (Larry Crowne) de Tom Hanks : Dean Tainot
- 2011 : Contagion de Steven Soderbergh : Lyle Haggerty
- 2012 : L'Escadron Red Tails (Red Tails) d'Anthony Hemingway : le colonel William Mortamus
- 2012 : John Carter d'Andrew Stanton : colonel Powell
- 2012 : Rock Forever (Rock of Ages) d'Adam Shankman : Mike Whitmore, le maire de Los Angeles
- 2012 : Total Recall : Mémoires programmées (Total Recall) de Len Wiseman : Vilos Cohaagen
- 2012 : Argo de Ben Affleck : Jack O'Donnell
- 2013 : Quand tombe la nuit (Cold Comes the Night) de Tze Chun : Topo
- 2014 : Godzilla de Gareth Edwards : Joe Brody
- 2015 : Dalton Trumbo (Trumbo) de Jay Roach : Dalton Trumbo
- 2016 : Get a Job (en) de Dylan Kidd : Roger Davis
- 2016 : Infiltrator (The Infiltrator) de Brad Furman : Robert Mazur
- 2016 : Wakefield de Robin Swicord : Howard Wakefield
- 2016 : Les Insoumis (In Dubious Battle) de James Franco : Shérif
- 2016 : The Boyfriend : Pourquoi lui ? (Why Him?) de John Hamburg : Ned Fleming
- 2016 : Last Flag Flying : La Dernière Tournée (Last Flag Flying) de Richard Linklater : Sal Nealon
- 2016 : The Disaster Artist de James Franco : Bryan Cranston[n 1] (non crédité)
- 2017 : Power Rangers de Dean Israelite : Zordon
- 2017 : Sous un autre jour (The Upside) de Neil Burger : Philip Lacasse
- 2019 : El Camino : Un film Breaking Bad (El Camino: A Breaking Bad Movie) de Vince Gilligan : Walter White
- 2020 : Le Seul et Unique Ivan (The One and Only Ivan) de Thea Sharrock : Mack
- 2022 : Jerry and Marge Go Large de David Frankel : Jerry Selbee
- 2023 : Asteroid City de Wes Anderson : l'hôte de l'émission de télévision
- 2024 : Argylle de Matthew Vaughn : Ritter
- 2025 : The Phoenician Scheme de Wes Anderson : Reagan
- 2025 : Everything's Going to Be Great de Jon S. Baird : Buddy Smart

#### Courts métrages
- 2013 : Seth Rogen = Worst Person in the World de Van Robichaux : rôle inconnu
- 2013 : Writer's Block de Brandon Polanco : Dean
- 2023 : Experience Yosemite de Joel Newton : le narrateur

#### Films d'animation
- 1987 : Les Ailes d'Honnéamise (Ôritsu uchûgun Oneamisu no tsubasa) de Hiroyuki Yamaga (en) : Matti Tohn (doublage, version anglophone)[18]
- 1993 : Moldiver (en) (Morudaibâ) de Takeshi Aoki et Hirohide Fujiwara : le technicien du centre de contrôle, voix supplémentaires (doublage, version anglophone)
- 1993 : Orguss 02 (Chôjikû seiki Ôgasu 02) de Takahiro Okao et Fumihiko Takayama : officier impérial (doublage, version anglophone)
- 1994 : Macross Plus de Shôji Kawamori et Shinichirô Watanabe : Isamu Alva Dyson (doublage, version anglophone)
- 1994 : Street Fighter II, le film (Street Fighter II: The Animated Movie) de Gisaburo Sugii : Fei Long (doublage, version anglophone)
- 1995 : Armitage III de Hiroyuki Ochi et Yukio Okamoto : Eddie Borrows (doublage, version anglophone)
- 1997 : Armitage III: Poly Matrix de Takuya Satō (en) : Eddie Borrows (doublage, version anglophone)
- 2000 : Ramayana: The Legend of Prince Rama de Yugo Sako (en) : Rāma (doublage, version anglophone)
- 2011 : Batman: Year One de Sam Liu et Lauren Montgomery : Jim Gordon
- 2012 : Madagascar 3 d'Eric Darnell : Vitaly
- 2016 : Kung Fu Panda 3 de Jennifer Yuh (en) : Li Shan, le père de Po
- 2018 : L'Île aux chiens (Isle of Dogs) de Wes Anderson : Chef
- 2024 : Kung Fu Panda 4 de Stephanie Stine et Mike Mitchell : Li Shan, le père de Po

### Télévision

#### Téléfilms
- 1980 : To Race the Wind de Walter Grauman : le quaterback
- 1987 : Mission bionique (it) (The Return of the Six-Million-Dollar Man and the Bionic Woman) de Ray Austin : Dr Shepherd
- 1989 : On m'appelait Steven (I Know My First Name Is Steven) de Larry Elikann : l'officier Dickenson
- 1991 : Dead Silence de Peter O'Fallon : professeur Harris
- 1993 : The Disappearance of Nora (en) de Joyce Chopra : rôle inconnu
- 1993 : Le Prophète du mal (Prophet of Evil: The Ervil LeBaron Story) de Jud Taylor : rôle inconnu
- 1994 : Men Who Hate Women and the Women Who Love Them de Corey Allen : David
- 1994 : Days Like This de John Bowab (en) : Benny
- 1994 : The Companion de Gary Fleder : Alan
- 1995 : Pour l'amour de Miranda (Kissing Miranda) d'Aleks Horvat : agent spécial Falsey
- 1995 : Extreme Blue : Ned Landry
- 1996 : The Rockford Files: Punishment and Crime de David Chase : Patrick Dougherty
- 2001 : Nuit magique (’Twas the Night) de Nick Castle : Nick Wrigley
- 2001 : The Santa Claus Brothers de Mike Fallows : le père Noël (téléfilm d'animation)
- 2003 : Thanksgiving Family Reunion de Neal Israel : Woodrow Snider
- 2008 : The Hollywood Quad de James Throesh : Burton Melrose
- 2016 : All the Way de Jay Roach : Lyndon B. Johnson

#### Séries télévisées
- 1982 : Crisis Counsellor : Sam (saison 1, épisode 138 : Bisexual Marriage)
- 1982 : CHiPs : Billy Joe (saison 6, épisode 9 : Le Grand Retour)
- 1983 : Amoureusement vôtre (Loving) : Douglas « Doug » Donovan (saison 1, épisode 1 : Pilot)
- 1985 : Espion modèle (Cover Up) : Frank Lawler / Tommy Maynard (saison 1, épisode 19 : Qui veut tuer Miss Univers ?)
- 1985 : On ne vit qu'une fois (One Life to Live) : Dean Stella (1 épisode)
- 1986 / 1990 / 1996 : Arabesque (Murder, She Wrote) : Brian East / Jerry Wilber / Parker Foreman (saison 2, épisode 20 : Mort sur le court / saison 6, épisode 12 : Goodbye Charlie / saison 12, épisode 15 : Rien ne va plus, marionnette-ville)
- 1986 : Supercopter : Robert Hollis (saison 3, épisode 17 : La Cible)
- 1986 : Nord et Sud (North and South, Book II) : le colonel Austin (saison 2, épisode 6)
- 1987 / 1991 : Matlock : Brian Emerson / Dr Harding Fletcher, conseiller matrimonial (saison 2, épisode 11 : Un drôle de Père Noël / saison 6, épisode 4 : Le Conseil Matrimonial)
- 1987 : Capitaine Furillo (Hill Street Blues) : le conseiller (saison 7, épisode 21)
- 1988 : Raising Miranda : l'oncle Russell (9 épisodes)
- 1989 : Falcon Crest : Martin Randall (saison 8, épisode 18 : Esprits curieux)
- 1989 : Alerte à Malibu (Baywatch) : Tom Logan (saison 1, épisode 11 : Croisière mouvementée)
- 1990 : Hull High (en) : M. McConnell (saison 1, épisode 8)
- 1990 : Capital News : M. Marple, député (saison 1, épisode 3 : Blues for Mr. White)
- 1990 : La loi est la loi (Jake and the Fatman) : Lyle Wicks / Jason Miller (saison 4, épisode 3 : Copie conforme)
- 1991 : Flash (The Flash) : Philip Mark Moses (saison 1, épisode 14 : Un bébé sur les bras)
- 1992 : La Loi de Los Angeles (L.A. Law) : rôle inconnu (saison 6, épisode 11 : La Bavure)
- 1993 : Power Rangers : Mighty Morphin (Mighty Morphin Power Rangers) : Snizard / Twinman (voix originale uniquement - saison 1, épisodes 10 : Et si on volait ? et 38 : Méfiez-vous des imitations)
- 1994-1995 / 1997 : Seinfeld : Tim Whatley, dentiste (saison 6, épisodes 8 : The Mom and Pop Store, 12 : The Label Maker et 19 : The Jimmy / saison 8, épisode 19 : The Yada Yada et saison 9, épisode 10 : The Strike)
- 1994 : Viper : Garrett Berlin (saison 1, épisode 8 : Le Baxley)
- 1994 : Walker, Texas Ranger : Hank (saison 2, épisode 18 : Vision mortelle)
- 1995 : Les Anges du bonheur (Touched by an Angel) : Dr Tom Bryant (saison 1, épisode 9 : Le Héros)
- 1995 : Salut les frangins (Brotherly Love) : Russell Winslow (saison 1, épisode 2 : Such a Bargain)
- 1995 : Mike Land, détective (Land's End) : Matt McCulla (saison 1, épisodes 1 et 2 : Land's End: Part One and Two)
- 1995 : L'Homme de nulle part (Nowhere Man) : le shérif Norman Wade (saison 1, épisode 8 : Lavage de cerveau)
- 1996 / 1998 : Diagnostic : Meurtre : Walter Mason / Martin Rutgers (saison 3, épisode 10 / saison 6, épisode 5)
- 1996 : The Louie Show : Curt Sincic (6 épisodes)
- 1997 : Moloney : rôle inconnu (saison 1, épisode 12 : Clarity Begins at Home)
- 1997 : Babylon 5 : Ericsson (saison 4, épisode 5 : Une nuit d'attente)
- 1997 : Dogs : rôle inconnu (saison 1, épisode 1 : Pilot)
- 1997 : Total Security : Jason Nichols (saison 1, épisode 10 : Wet Side Story)
- 1997 : Goode Behavior : rôle inconnu (saison 1, épisode 19 : Goode Music)
- 1997 : Sabrina, l'apprentie sorcière (Sabrina, the Teenage Witch) : Witch Lawyer (saison 1, épisode 24 : Troll Bride)
- 1997 : Pearl : Isaac Perlow (saison 1, épisode 21 : My So-Called Real Life)
- 1997 : Carol (Alright Already) : Robert (saison 1, épisode 3 : Again with the Pilot)
- 1998 : Brooklyn South : Gordon Denton (saison 1, épisodes 11 : Gay Avec et 15 : Fisticuffs)
- 1998 : De la Terre à la Lune (From the Earth to the Moon) : Buzz Aldrin (épisodes 1 : Pouvons nous réussir ? et 6 : Mare Tranquilitatis)
- 1998 : V.I.P. : Colt Arrow (saison 1, épisode 1 : Un hot dog… très chaud)
- 1998 : X-Files : Aux frontières du réel (The X Files) : Patrick Garland Crump (saison 6, épisode 2 : Poursuite)
- 1998 : Chicago Hope : La Vie à tout prix (Chicago Hope) : Jesus (saison 5, épisode 9 : Tantric Turkey)
- 1998 : Working : Larry Prince (saison 2, épisode 8 : The Consultant)
- 1998 : Chérie, j'ai rétréci les gosses (Honey, I Shrunk the Kids: The TV Show) : Ronald « Cheesy » Meezy (saison 2, épisode 11)
- 1999-2001 : Un gars du Queens (The King of Queens) : Tim (4 épisodes)
- 1999 : Troisième planète après le Soleil (Third Rock from the Sun) : Neil (saison 4, épisode 14 : Paranoid Dick)
- 1999 : Le Caméléon : Neil Roberts, le présentateur radio (saison 3, épisode 16 : PTB)
- 2000-2006 : Malcolm (Malcolm in the Middle) : Hal (151 épisodes) - également réalisateur (5 épisodes) et compositeur (6 épisodes)
- 2006-2007 et 2013 : How I Met Your Mother : Hammond Druthers (3 épisodes)
- 2007 : Fallen : Lucifer (mini-série de 3 épisodes)
- 2008-2013 : Breaking Bad : Walter Hartwell « Walt » White / Heisenberg (62 épisodes) - également producteur (29 épisodes), réalisateur (3 épisodes) et compositeur (2 épisodes)
- 2009 : Breaking Bad: Original Minisodes : Walter White (mini-série, 2 épisodes)
- 2011 : The Handlers : Jack Powers (4 épisodes - également producteur délégué et scénariste d'un épisode)
- 2012 : 30 Rock : Ron (saison 7, épisode 2 : Le Gouverneur Dunston)
- 2015-2017 : Sneaky Pete : Vince (10 épisodes - non crédité) - également producteur délégué
- 2017 : Larry et son nombril : Dr Templeton (saison 9, épisode 4)
- 2017 : Philip K. Dick's Electric Dreams'' : Silas (saison 1, épisode 6)
- 2020-2023 : Your Honor : le juge Michael Desiato (20 épisodes)
- 2020 : The Stand : le président (mini-série, voix, 1 épisode)
- 2020 : Home Movie: The Princess Bride : le comte Rugen (mini-série, 1 épisode)
- 2022 : Better Call Saul : Walter Hartwell « Walt » White (2 épisodes)
- 2023 : Philadelphia : Bryan Cranston[n 1] (saison 16, épisode 5)

Prochainement
- en tournage : Malcolm (en) (Malcolm in the Middle) : Hal (1 épisode)

#### Séries d'animation
- 1994 : Tekkaman Blade (en) (Uchû no kishi Tekkaman Burêdo) : Miles O'Rourke (doublage, version anglophone, épisodes inconnus)
- 1996 : La Patrouille des aigles (en) (Eagle Riders) : Joe Thax (épisodes inconnus)
- 2000 : Clerks : le pilote d'hélicoptère et voix additionnelles (3 épisodes)
- 2003 : Lilo et Stitch, la série : M. Jamieson (4 épisodes)
- 2005 / 2010 : American Dad! : l'éditeur, voix supplémentaires (saison 2, épisode 8 / saison 6, épisode 11)
- 2006, 2008, 2014, 2018-2019 : Les Griffin (Family Guy) : Hal (saison 4, épisode 21) ; Dr Jewish (saison 6, épisode 12) ; Bryan Cranston (saison 12, épisode 16) ; Bert (6 épisodes) et Arby's Executive (saison 18, épisode 4)
- 2010-2011 : Glenn Martin, DDS : Drake Stone (v2 épisodes)
- 2011, 2016 et 2018 : Robot Chicken : Gandalf et Grim Reaper (saison 5, épisodes 17 et 19) ; Leland Stanford et l'annonceur (saison 5, épisode 18) ; Walter White, Ben Bailey et le barman (saison 8, épisode 18) ; Clinton Kelly, Jon Snow et le Joker (saison 9, épisode 19)
- 2012 : Archer : le commandeur Tony Drake (2 épisodes)
- 2012-2013 : Les Simpson : Stradivarius Cain (saison 23, épisode 20 : L'espion qui m'aidait) / Walter White (saison 24, épisode 17)
- 2012-2013 : The Cleveland Show : Graham Kensington (saison 3, épisode 11) / M. Oxnard (saison 4, épisode 10) / Dr Fist (9 épisodes)
- 2015-2019 : SuperMansion : Titanium Rex (46 épisodes)

#### Clip
- 2024 : Boy George, Ariana DeBose, Nile Rodgers ; Electric Energy (Thème de Argylle) : Guest-star chanteur-danseur[19]

### Jeu vidéo
- 2014 : Family Guy: The Quest for Stuff : Bryan Cranston[n 1]

### Comme réalisateur
- 1999 : Last Chance - également scénariste et producteur
- 2006 : Big Day (1 épisode)
- 2006 : Special Unit (téléfilm)
- 2009 - 2013 : Breaking bad (3 épisodes)[20]
- 2012 : Modern Family (1 épisode)
- 2012 : The Office (1 épisode)

### Comme producteur ou producteur délégué
- 2003 : KidSmartz de Christopher Haifley (documentaire)
- 2016 : All the Way (téléfilm) de Jay Roach
- 2017 : Electric Dreams: The World of Philip K. Dick

### Comme scénariste
- 2011 : Meet the Murphys

### Autres
Il apparaît dans une publicité des années 1980, pour le jeu vidéo Mega Force sur Atari 7800 ou 2600, jeu adapté du film du même nom.
En 2012, il participe au clip de Jimmy Kimmel, The Movie. Il tient le rôle d'un vendeur de hot-dogs qui, malgré lui, est toujours au mauvais endroit.
Fin 2013 pour fêter la fin de Breaking Bad, il tourne une vidéo humoristique au côté de Jane Kaczmarek et reprennent leurs rôles d'Hal et Loïs. Dans cette vidéo, les deux univers opposés l'un à l'autre, Malcolm et Breaking Bad se mélangent. Hal fait un rêve et se prend pour un trafiquant de méthamphétamine appelé Heisenberg.
Lors du Super Bowl XLIX en 2015, il reprend sa combinaison de Walter White / Heisenberg (personnage de Breaking Bad) pour une publicité d'assurances où il incarne un pseudo pharmacien proposant un traitement douteux à une cliente réticente. Il utilise dans cette publicité la phrase choc de la série dans l'épisode du même nom : Heisenberg (Say My Name) (saison 5, épisode 7).
Il apparaît également très brièvement dans un épisode des Griffin (Family Guy), lorsque Stevie regarde la télévision, Bryan Cranston est dans une publicité dans laquelle il reçoit un Emmy Awards pour avoir éternué.

### Récompenses

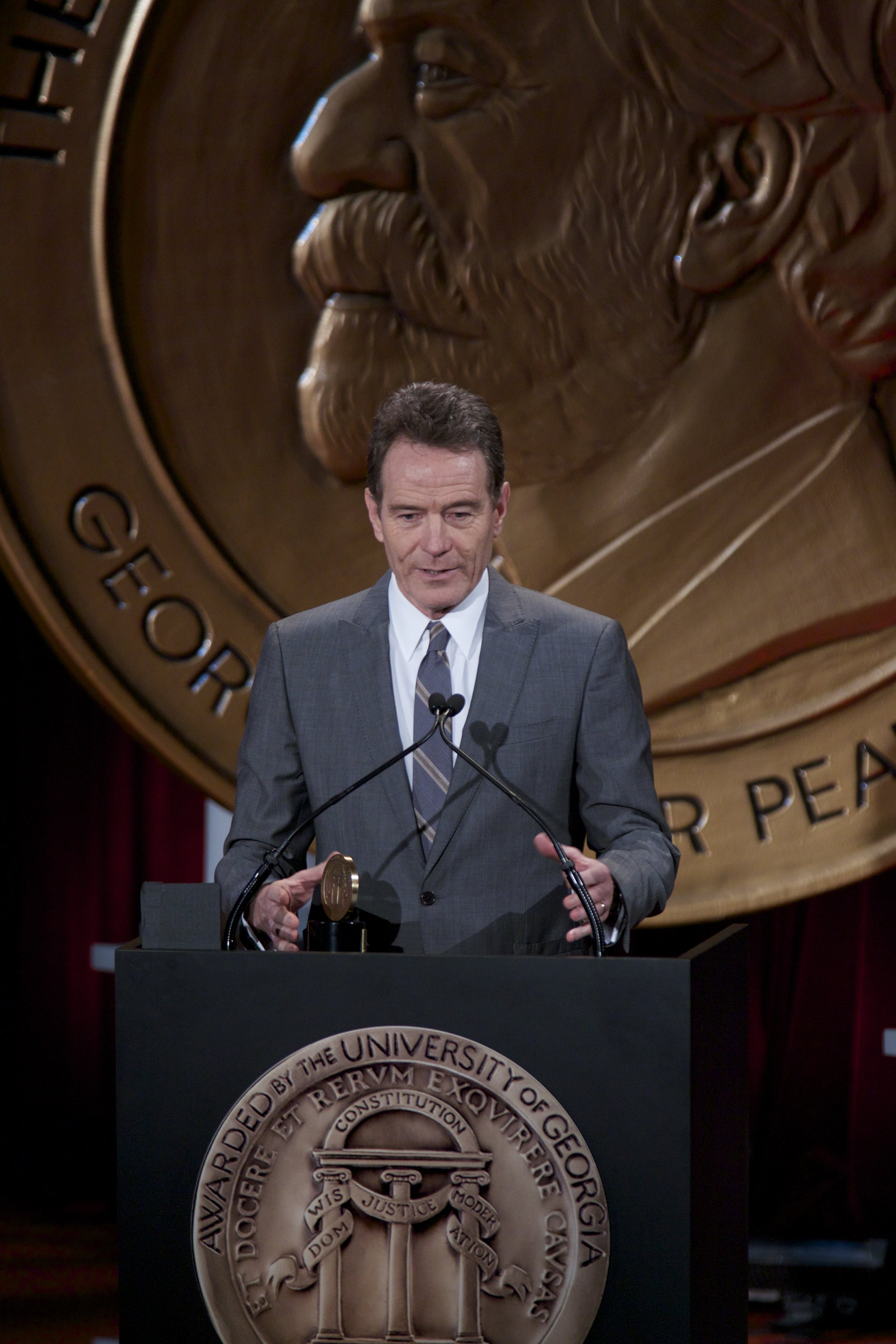
Bryan Cranston aux Peabody Awards 2014.

## Voix francophones
En version française, Bryan Cranston est d'abord doublé par François Leccia dans les séries Supercopter et Arabesque, Philippe Catoire dans la série Le Caméléon,, Pierre-François Pistorio dans la série Chérie, j'ai rétréci les gosses et Pierre Dourlens dans le film Il faut sauver le soldat Ryan.
C'est à partir de 2000 avec la série Malcolm, que Jean-Louis Faure devient sa voix régulière jusqu'à sa mort le 27 mars 2022,. Il le double notamment dans Breaking Bad, La Défense Lincoln, Argo, Godzilla, Infiltrator, All the Way, Sneaky Pete, Philip K. Dick's Electric Dreams ou encore Your Honor. Au cours de la série How I Met Your Mother, Jean-Louis Faure est remplacé par Mathieu Buscatto qui le double également dans la série Un gars du Queens.
En parallèle, il est doublé par Serge Biavan dans Contagion et Total Recall : Mémoires programmées, Patrick Borg dans Little Miss Sunshine, Gérard Dessalles dans Drive, Patrick Raynal dans John Carter, tandis que Philippe Catoire le retrouve dans Fallen. Le film Dalton Trumbo n'a pas été doublé en français.
Quelques mois après le décès de Jean-Louis Faure, Stefan Godin est choisi pour lui succéder dans Jerry and Marge Go Large sorti en juin 2022 puis dans Better Call Saul, Your Honor, Asteroid City, Argylle ou encore The Phoenician Scheme.
En version québécoise, Jacques Lavallée est la voix régulière de l'acteur qu'il double notamment dans Sang-froid, John Carter, L'Ère du rock, Argo, Godzilla, Trumbo, L'Infiltré, Pourquoi lui ?, Au boulot ! et Sous un autre jour.